# Ihor Szweć
Ihor Bohdanowycz Szweć, ukr. Ігор Богданович Швець (ur. 14 marca 1985 w Brzeżanach) – ukraiński piłkarz, grający na pozycji napastnika lub pomocnika.

## Kariera piłkarska
Wychowanek DJuSSz Tarnopol, barwy którego bronił w juniorskich mistrzostwach Ukrainy (DJuFL). 13 maja 2002 rozpoczął karierę piłkarską w FK Tarnopol. W 2003 został zaproszony do Borysfena Boryspol. Na początku 2004 został wypożyczony do Interu Bojarka. Podczas przerwy zimowej sezonu 2005/06 przeszedł do Worskły Połtawa. Po dwóch latach gry w połtawskim zespole przeniósł się do Desny Czernihów. Latem 2008 odszedł do FK Ołeksandrija. Na początku 2009 wyjechał do Uzbekistanu, gdzie został piłkarzem Qizilqum Zarafshon. We wrześniu 2009 powrócił do Ukrainy i potem bronił barw klubów Enerhetyk Bursztyn i Arsenał Biała Cerkiew. Latem 2011 wyjechał do Niemiec, gdzie występował w VfB 1906 Sangerhausen. Podczas przerwy zimowej sezonu 2011/12 zasilił skład FK Połtawa. W lipcu 2012 przeniósł się do Zirki Kirowohrad, ale już na początku września 2012 został piłkarzem Nywy Tarnopol. W pierwszej fazie rundy wiosennej sezonu 2013/2014 występował w barwach Stali Sanok (od marca do kwietnia 2014), po czym powrócił na Ukrainę.